# Jordskælvet i Guerrero 2009
Jordskælvet i Guerrero var et middelkraftigt jordskælv, som indtraf i Mexico den 27. april 2009. Dets styrke på Richterskalaen blev først anslået til 6,0, men det blev senere vurderet ned til 5,6.
Epicentret var ca. 30 km sydøst for Chilpancingo i delstaten Guerrero, og lå i en dybde af ca. 40 km. Skælvet kunne mærkes i andre dele af Mexicos centrale områder, herunder i Mexico City ca. 240 km væk og i delstaterne Hidalgo, Morelos, Puebla og Veracruz. 
Der blev rapporteret to omkomne i Acapulco efter hjerteanfald som følge af jordskælvet, og 4 huse styrtede sammen.Mange tusinde mennesker forlod huse og arbejdspladser som følge af rystelserne.